# マルティ・シフエンテス
マルティ・シフエンテス（Martí Cifuentes, 1982年7月7日 - ）は、スペイン・サン・クガ・ダル・バリェス出身の元サッカー選手、現サッカー指導者。イングランド2部、EFLチャンピオンシップ所属レスター・シティFCの監督を務める。

## 経歴
アマチュア選手としてプレーした後、指導者の道へ進む。
2010年よりRubíのアカデミーの監督を務め、2013年5月29日に同クラブのトップチームの監督に就任した。
2014年2月12日、スペイン3部のUEサン・アンドレウの監督に就任し、リーグ残留を果たす。
翌シーズンも監督を継続すると発表されていたが、8月には解任された。
2015年5月18日、CEルスピタレートの監督に就任。
2016年3月29日に解任。その後はAIKのリザーブチームとアカデミー監督を務めた。
2018年5月31日、サンデフィヨルドの監督に就任。2020年のシーズン終了までの契約となる。
2020年12月28日、翌年1月1日よりAaBの監督を務めることが発表された。
2022年1月12日、3年契約でハンマルビーIFの監督に就任することが発表された。同月24日、正式に移籍が完了したことが伝えられた。
クラブはスウェーデンカップの決勝に進むもPK戦の末4–5で敗れた。リーグ戦は3位でUEFAヨーロッパカンファレンスリーグへの出場権を獲得した。
2023年10月30日、次クラブへの監督就任のため退団。
同日、EFLチャンピオンシップのQPRの監督に就任。
2025年6月24日、クラブとの双方の合意によりクラブを退団。
2025年7月15日、レスター・シティの新監督に就任。任期は3年。

## 監督成績
2025年7月16日現在
| クラブ             | 国               | 就任           | 退任           | 記録 | 記録 | 記録 | 記録 | 記録   |
| クラブ             | 国               | 就任           | 退任           | 試   | 勝   | 分   | 敗   | 勝率   |
| ------------------ | ---------------- | -------------- | -------------- | ---- | ---- | ---- | ---- | ------ |
| Rubí               | スペインの旗     | 2013年7月1日   | 2014年2月12日  | 24   | 14   | 4    | 6    | 058.33 |
| UEサン・アンドレウ | スペインの旗     | 2014年2月12日  | 2014年7月10日  | 13   | 5    | 2    | 6    | 038.46 |
| CEルスピタレート   | スペインの旗     | 2015年5月18日  | 2016年3月29日  | 31   | 9    | 7    | 15   | 029.03 |
| サンデフィヨルド   | ノルウェーの旗   | 2018年5月31日  | 2020年12月28日 | 81   | 33   | 26   | 22   | 040.74 |
| AaB                | デンマークの旗   | 2021年1月1日   | 2022年1月12日  | 40   | 17   | 11   | 12   | 042.50 |
| ハンマルビーIF     | スウェーデンの旗 | 2022年1月12日  | 2023年10月30日 | 74   | 39   | 19   | 16   | 052.70 |
| QPR                | イングランドの旗 | 2023年10月30日 | 2025年6月24日  | 82   | 27   | 24   | 31   | 032.93 |
| レスター・シティ   | イングランドの旗 | 2025年7月15日  |                | 0    | 0    | 0    | 0    | —      |
| 合計               | 合計             | 合計           | 合計           | 344  | 143  | 93   | 108  | 041.57 |

## タイトル

### 個人
- アルスヴェンスカン 月間最優秀監督：2回（2022年8月、2023年4月）